# Prime (moldavský televizní kanál)
Prime je moldavský všeobecný televizní kanál. Kanál je šířen prostřednictvím DVB-T2, kabelovými a IPTV operátory v Moldavsku a vysílá prostřednictvím analogové pozemní televize na národní úrovni.
Majitelem kanálu je moldavský oligarcha Vlad Plahotniuc. Od svého vzniku byl jedním z nejpopulárnějších moldavských kanálů.
Kanál byl kritizován a 4. července 2014 Koordinační rada pro audiovizi Moldavska sankcionovala Prime a další kanály za vysílání ruských "informačně-analytických" pořadů, které obsahují agresivní propagandu a propagují a rozšiřují falešné zprávy a informace týkající se ukrajinské vlády.

## Originální programy
| Období vysílání               | Název |
| ----------------------------- | --- |
| 2011-2012                     | Vrei să fii milionar?                                                                                      |
| 2010–2018                     | DA sau NU                                                                                                  |
| 2013, 2017                    | 100 de moldoveni au zis                                                                                    |
| 13. listopadu 2017-současnost | Vorbește Moldova                                                                                           |
| 2010–současnost               | De Facto                                                                                                   |
| 2011–2019                     | Replica (with Mihaela Gherasim (2010-2012), Valeriu Frumusachi (2013-2017), with Alexei Lungu (2017-2019)) |
| 2016–2020                     | Cronica lui Bogatu                                                                                         |